# Кемпель, Каспер
Каспер Кемпель (дат. Kasper Kempel; род. 16 апреля 1994, Колинн, Орхус) — датский футболист, полузащитник. В 2018 году сыграл 1 матч за сборную Дании по футболу.

## Биография

### Клубная карьера
Воспитанник клуба «Орхус». На взрослом уровне начинал играть в сезоне 2013/14 в составе клуба второго дивизиона «Орхус Фремад». В 2014 году перешёл в клуб первого дивизиона «Скиве», но сыграл за него только один матч. В 2015 году вернулся во второй дивизион, где выступал за «Сковбаккен», «Фрем», «Греве Фодболль» и «Сковховд».

### Карьера в сборной
В 2018 году между датским футбольным союзом и ассоциацией датских футболистов произошёл конфликт. Стороны не смогли подписать партнёрское соглашение (действие предыдущего закончилось ещё 1 августа), из-за разногласий по использованию имиджевых прав игроков сборной. В итоге футболисты объявили бойкот федерации и отказались выходить на товарищеский матч против сборной Словакии, их поддержали и другие профессиональные футболисты, которые также отказались от вызова в сборную. 4 сентября на сайте датского футбольного союза был опубликован новый состав из 24 футболистов, куда вошёл и Каспер Кемпель. На следующий день Кемпель появился в стартовом составе на игру со Словакией и был заменён на 61-й минуте, уступив место Даниэлю Хольму. Матч закончился со счётом 0:3 в пользу Словакии.

## Статистика

### Матчи Кемпеля за сборную Дании
| Матчи Кемпеля за сборную Дании | Матчи Кемпеля за сборную Дании | Матчи Кемпеля за сборную Дании | Матчи Кемпеля за сборную Дании | Матчи Кемпеля за сборную Дании | Матчи Кемпеля за сборную Дании |
| ------------------------------ | ------------------------------ | ------------------------------ | ------------------------------ | ------------------------------ | ------------------------------ |
| №                              | Дата                           | Соперник                       | Счёт                           | Голы Кемпеля                   | Соревнование                   |
| 1                              | 5 сентября 2018                | Словакия                       | 0:3                            | —                              | Товарищеский матч              |

Итого: 1 матч / 0 голов; 0 побед, 0 ничьих, 1 поражение.